# Sulița Gungnir

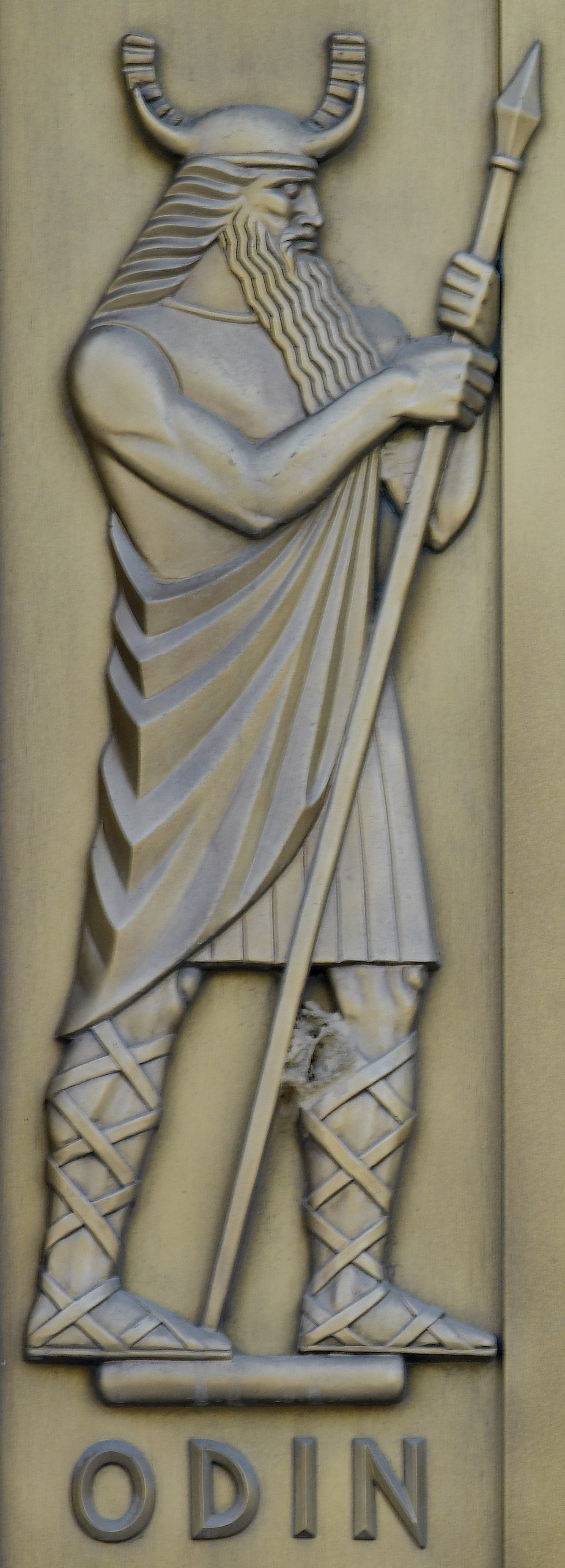
Lee Lawrie, Odin (1939). Biblioteca Congresului, John Adams Building, Washington, D.C.

Gungnir este sulița zeului suprem din mitologia nordică, Odin, cu care acesta nu își greșește niciodată ținta, asemenea ciocanului lui Thor.